# 小尾油鰻
小尾油鰻為輻鰭魚綱鰻鱺目糯鰻亞目蛇鰻科的其中一種，分布於西太平洋的日本及印尼海域，棲息深度約60公尺，體長可達39公分，棲息在底層水域，屬肉食性，生活習性不明。

## 擴展閱讀
維基物種上的相關：小尾油鰻